# Jean Eberhard Pick
Pour les articles homonymes, voir Pick.
Jean Eberhard Pick est un orfèvre actif à Strasbourg au XVIIIe siècle.

## Biographie
Comme les Imlin ou les Kirstein, la famille Pick constitue une véritable dynastie qui compte des orfèvres sur cinq générations. Elle est également de confession luthérienne à l'origine. 
Né vers 1717, mort le 17 mai 1785, Jean Eberhard Pick est le fils de Johannes Pick, reçu maître orfèvre en 1702.
D'abord apprenti chez son père, il semble qu’au cours de son tour de compagnonnage il séjourne dans l’atelier de S. A. [J. A. ?] Thelot à Augsbourg. Il est reçu maître à Strasbourg en 1734.
Son fils, Jean Christian Pick, devient maître orfèvre à son tour en 1772.

## Œuvre

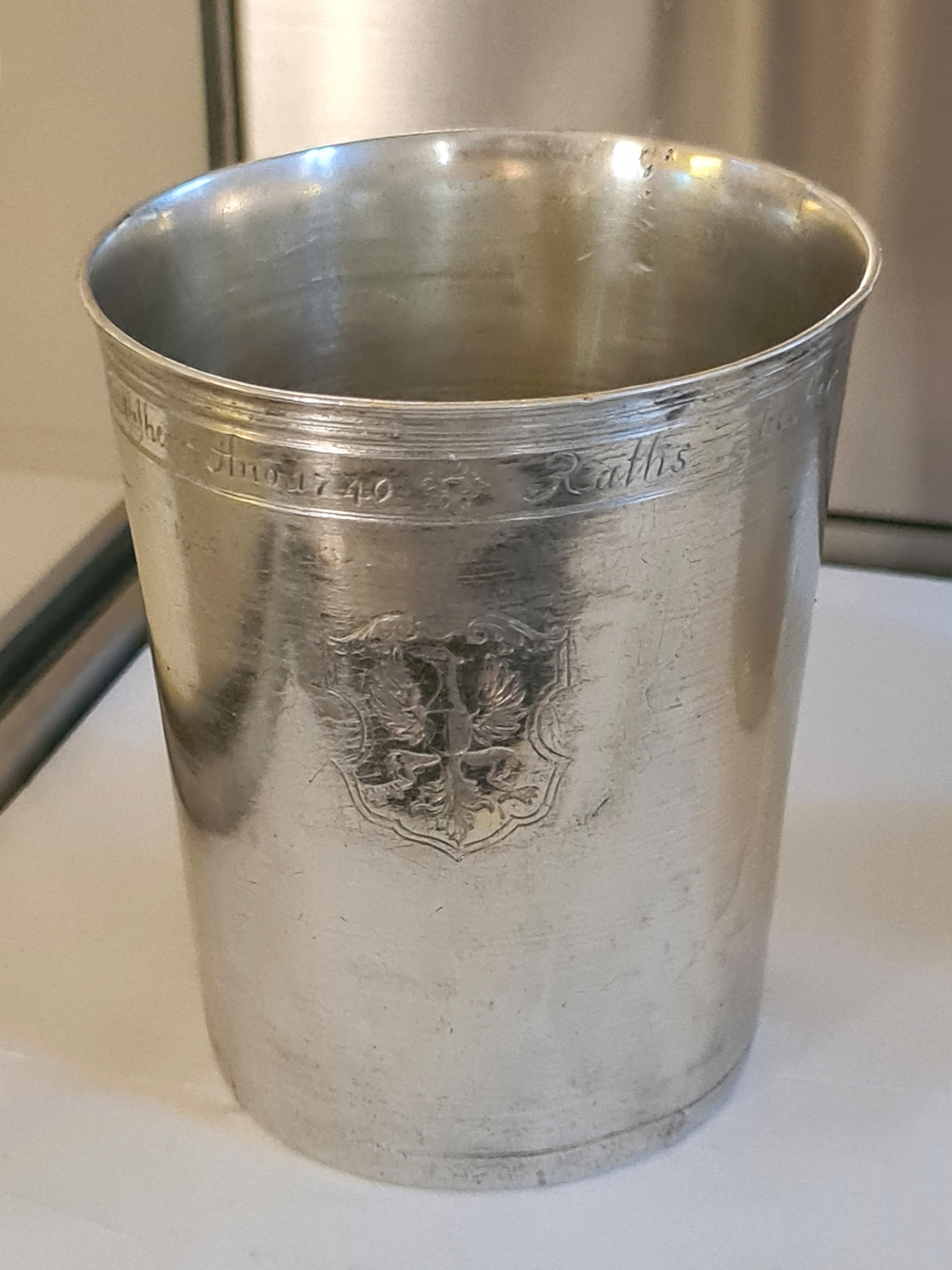
Gobelet de Magistrat aux armes d'Obernai.

Le musée des arts décoratifs de Strasbourg possède de lui un gobelet de Magistrat (Rathsbecher) de 1740, aux armes d'Obernai, partiellement doré. Une inscription gravée court sur le bord supérieur : Herr Andres Uhlman . Rathsherr . Ano 1740 - Raths becher der Statt Oberehnheim . Herr Andres Uhlman . Rathsherr . Ano 1740.